# Konsjerż

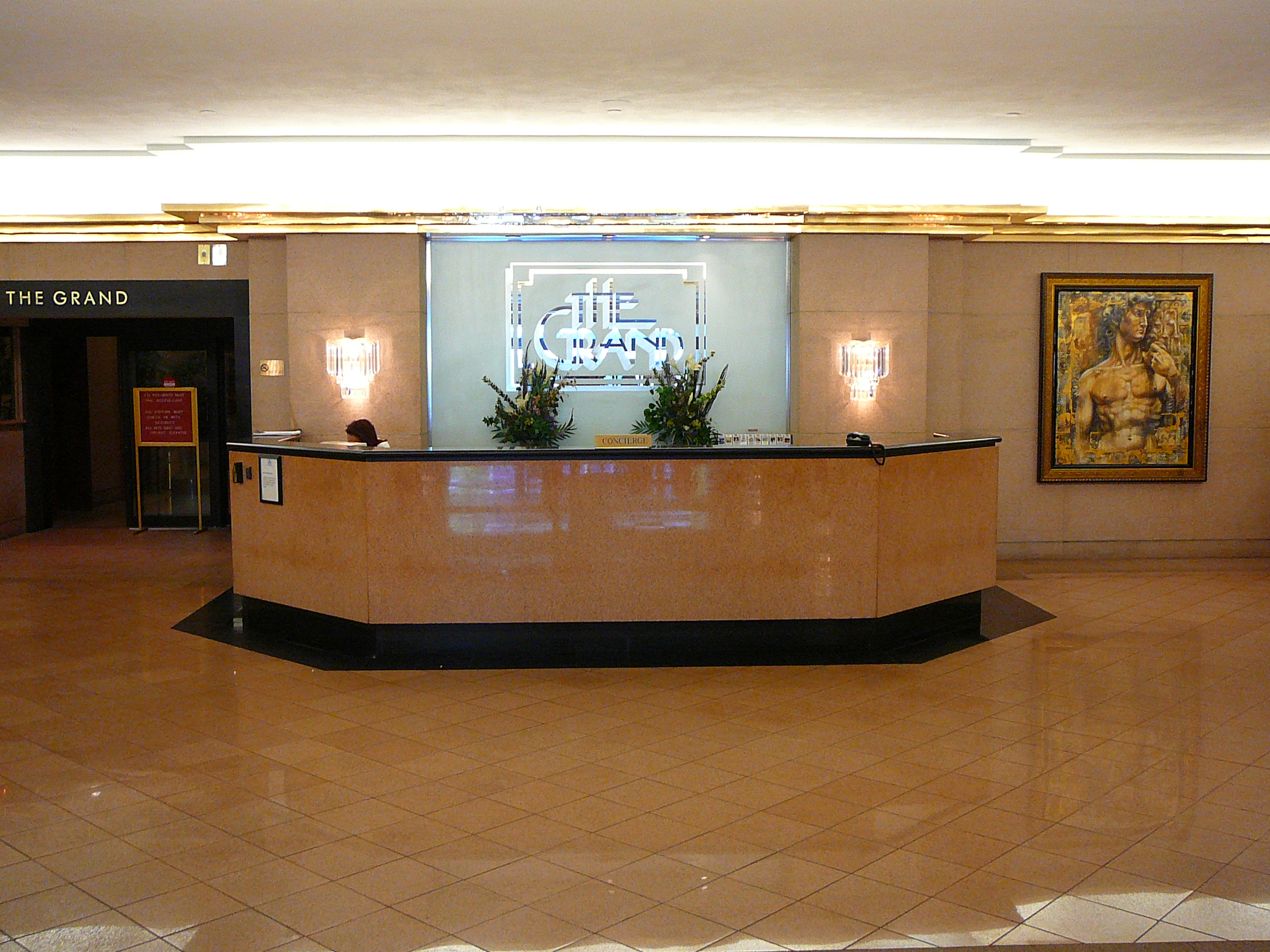
Stanowisko konsjerża w hotelu Grand Doubletree w Miami

Konsjerż (fr. concierge dozorca) – dozorca domu i odźwierny w kamienicach i hotelach. We współczesnych luksusowych hotelach również pracownik, którego zadaniem jest załatwianie najróżniejszych spraw dla gości – rezerwacji biletów teatralnych, stolików w restauracjach, doradzanie i organizowanie rozrywek, rezerwacja środków transportu itd.
W Polsce oficjalnie zatrudnionych jest trzydziestu konsjerżów. W 2013 roku w Polsce było 13 osób uprawnionych do noszenia międzynarodowej odznaki Złotych Kluczy.

## Historia

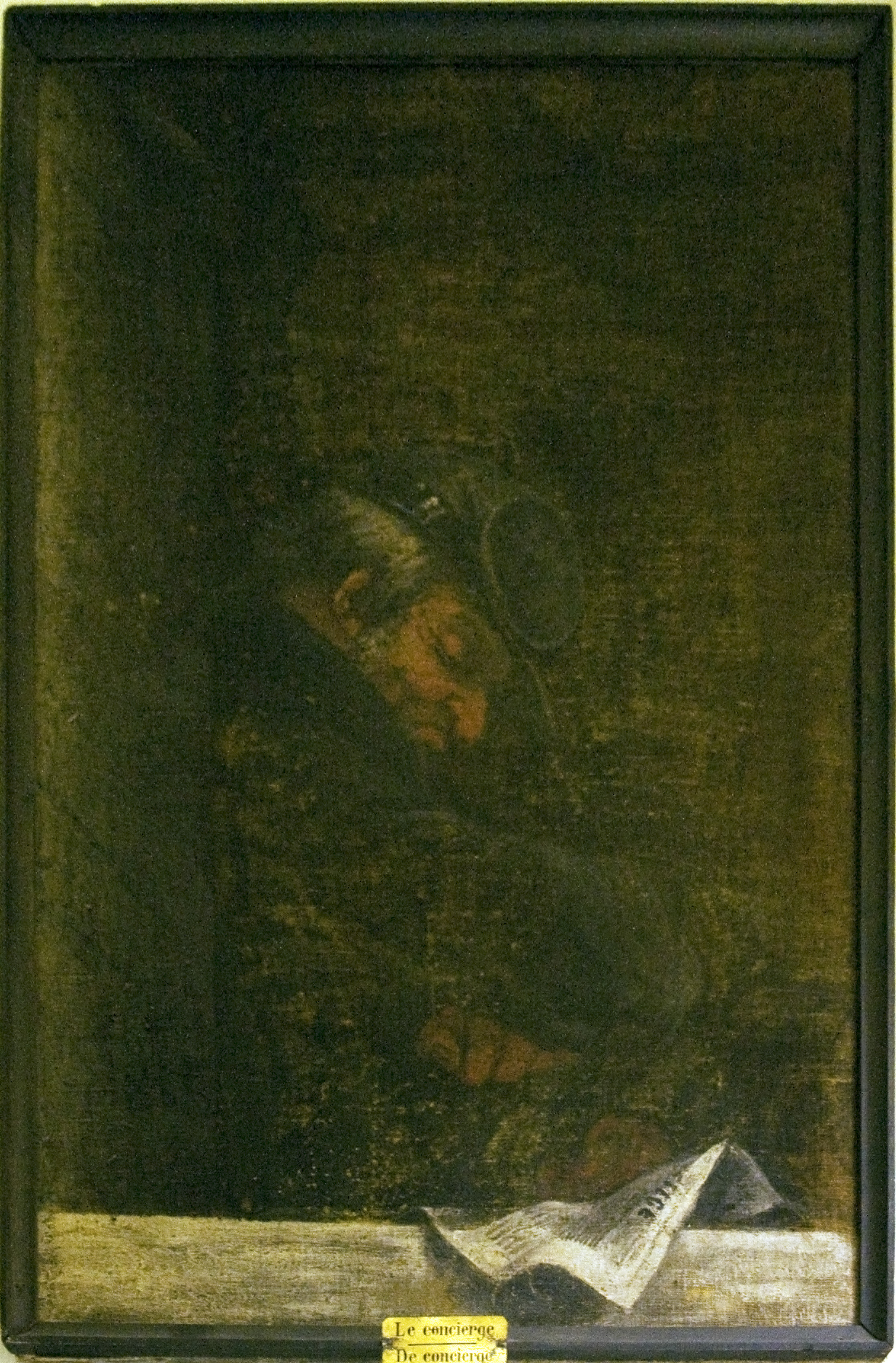
Konsjerż na XIX-wiecznym obrazie Antoine Wiertza

W średniowieczu nazywano tak osobę odpowiedzialną za utrzymanie palących się świec w pomieszczeniach zamkowych. Konsjerż w późniejszych stuleciach był obarczany innymi obowiązkami m.in. dbaniem o gości przebywających w pałacu i spełnianiem ich życzeń.
W XX wieku dzięki rozwojowi transportu kolejowego i parowego, a tym samym wzmożonemu ruchowi turystycznemu, stworzono (pierwotnie w szwajcarskich grand hotelach) stanowisko portiera w holu wzorowane na konsjerżu. Nowa funkcja obejmowała asystowanie gościowi od powitania na stacji do końca jego pobytu w hotelu. W kolejnych latach zawód ten pojawiał się we wszystkich ważniejszych miastach Europy. W 1929 roku w Paryżu Pierre Quentin założył pierwsze Stowarzyszenie Konsjerżów – Les Clefs d’Or (Złote Klucze). Początek stowarzyszenia Les Clefs d'Or jako organizacji międzynarodowej datuje się na 1952, gdy na pierwszym międzynarodowym kongresie w Cannes, 7 krajowych delegacji z: Francji, Wielkiej Brytanii, Szwajcarii, Włoch, Danii, Niemiec i Belgii postanowiło o powołaniu UIPGH Les Clefs d'Or.

## Usługi konsjerża
Obecnie konsjerżów można spotkać w hotelach wysokiej klasy i zajmują się realizowaniem najróżniejszych zachcianek gości. Na całym świecie, szczególnie w krajach wysoko rozwiniętych, powstało wiele firm zajmujących się tego typu usługami. 
Obsługa concierge, będąca dzisiaj usługą komercyjną, skierowana jest do osób prywatnych, firm oraz instytucji. Zakres pracy współczesnego konsjerża jest nieograniczony, można jednak sprowadzić go do kilku głównych grup tematycznych. Należą do nich obowiązki związane z:
- Rodziną – np. kompleksowe planowanie podróży, opieka nad członkami rodziny, organizacja życia rodzinnego
- Biznesem – np. przygotowanie prezentacji, raportów firmowych, wymiana kontaktów biznesowych
- Biurem – np. zarządzanie harmonogramem dnia oraz kalendarzem

Usługi concierge wchodzą w skład niektórych pakietów assistance samochodowego, bankowości oraz firm obsługujących klientów VIP, wymagających najwyższych standardów obsługi, nieograniczonej dostępności oraz indywidualnego podejścia.

## Konsjerż w kulturze
Funkcja konsjerża była tematem głównym francuskiego filmu Le Concierge Jeana Giraulta z 1973 roku oraz Grand Budapest Hotel Wesa Andersona z 2014 roku.